# Ordre des ingénieurs du Québec
L'Ordre des ingénieurs du Québec (OIQ) est l'ordre professionnel mandaté par le gouvernement afin d'encadrer la pratique du génie au Québec.
Les ingénieurs sont sous la juridiction d'organisations dont le nom a évolué au fil des ans. Il est possible de retrouver les appellations suivantes :
- 1887-1918, Société canadienne des ingénieurs civils (Canadian Society of Civil Engineers) ;
- 1918-1920, Institut canadien des ingénieurs (Engineering Institute of Canada) ;
- 1920-1964, Corporation des ingénieurs professionnels du Québec (l'ancêtre véritable de l'OIQ) ;
- 1964-1974, Corporation des ingénieurs du Québec ;
- 1974-actuel, Ordre des ingénieurs du Québec.

Au Québec, le Code des professions prévoit que les ingénieurs occupent une profession à titre réservé et à exercice exclusif. Ainsi, seuls les membres inscrits à titre d'ingénieur au tableau de l'Ordre et titulaires d'un permis d'ingénieur délivré par l'Ordre sont autorisés à porter le titre d'ingénieur et à poser les actes réservés à la profession définis dans la Loi sur les ingénieurs. Le siège social de l'Ordre des ingénieurs du Québec est situé au 1801, avenue McGill College, 6e étage à Montréal.

## Histoire
Le fonds d'archives de l'Ordre des ingénieurs du Québec est conservé au centre d'archives de Montréal de Bibliothèque et Archives nationales du Québec.
Les dates suivantes sont importantes :
- 1887, des ingénieurs se regroupent au sein de la Société canadienne des ingénieurs civils (Canadian Society of Civil Engineers (en)) ;
- 1888, la pratique du génie est restreinte par une loi du Gouvernement du Québec aux seuls membres de cette société ;
- 1918, l'Institut canadien des ingénieurs (Engineering Institute of Canada) remplace la Société canadienne des ingénieurs civils ;
- 1920, la Corporation des ingénieurs professionnels du Québec est fondée le 14 février ;
- 1924, un premier code d'éthique est publié et un comité est formé pour étudier la pratique illégale ;
- 1932, le sceau d'ingénieur est adopté pour utilisation sur les plans, les rapports et les documents officiels ;
- 1959, la catégorie des ingénieurs juniors est instaurée ;
- 1964, la Loi sur les ingénieurs est approuvée par le Gouvernement du Québec ;
- 1964, la Corporation des ingénieurs professionnels du Québec devient la Corporation des ingénieurs du Québec ;
- 1973, l'Office des professions du Québec est créé et le Code des professions est adopté ;
- 1974, la Corporation des ingénieurs du Québec devient l'Ordre des ingénieurs ;
- 1976, les ingénieurs doivent se conformer au Code de déontologie des ingénieurs.

Le tableau suivant donne le nom des président(e)s de 1920 à aujourd'hui.
| Année(s)  | Président(e)          | Année(s)  | Président(e)           | Année(s)  | Président(e)            |
| --------- | --------------------- | --------- | ---------------------- | --------- | ----------------------- |
| 1920-1938 | Décary, Albert R.     | 1959      | Riley, William J.      | 1984-1986 | Arsenault, R. Rémi      |
| 1939-1940 | Jamieson, Robert E.   | 1960      | Piché, Arthur          | 1986-1987 | Douville, Gilles        |
| 1941      | Lefebvre, O. Olivier  | 1961      | Groleau, J. Arnold     | 1987-1989 | Desjardins, Pierre      |
| 1942      | McCrory, Alexander    | 1962      | Sarault, Gilles        | 1989-1990 | Asselin, Yvan           |
| 1943      | Dufresne, Alphonse O. | 1963      | Demers, Pierre         | 1990-1991 | Gallizzi, Silvio E.     |
| 1944      | Lindsay, Charles C.   | 1964      | Lachapelle, Bernard R. | 1991-1993 | Brunet, Jean-Pierre R.  |
| 1945      | Poitras, Paul-E.      | 1965      | Werminlinger, Daniel   | 1993-1997 | Lamarre, Bernard        |
| 1946      | Ryan, Edward A.       | 1966      | Dinsmore, John H.      | 1997-2002 | Nicolet, Roger          |
| 1947      | Lavigne, Ernest       | 1967      | Corneille, Jean L.     | 2002-2005 | Lefebvre, Gaétan        |
| 1948      | Stirling, John B.     | 1968-1969 | Laferrière, L. Charles | 2005-2006 | Samson, Gaétan          |
| 1949      | Lalonde, J. Antonio   | 1970      | Nelson, Claude M.      | 2006-2009 | Ghavitian, Zaki         |
| 1950      | Henderson, John A.H.  | 1971      | Tanguay, N. Gilles     | 2009-2012 | Cohen, Maud             |
| 1951      | Pouliot, Adrien       | 1972      | Delisle, Robert J.S.   | 2012-2014 | Lebel, Daniel           |
| 1952      | O'Sullivan, Louis     | 1973-1975 | Dupuis, Yvon C.        | 2014      | Bilodeau, Stéphane      |
| 1953      | Robert, Fletcher      | 1975-1976 | Zaikoff, Danielle W.   | 2014-2015 | Sauvé, Robert           |
| 1954      | Demers, Georges       | 1976-1978 | Perron, Gilles         | 2015-2016 | Jean-François Proulx    |
| 1955      | Wiggs, G. Lorne       | 1978-1980 | Bouchard, Micheline    | 2016-2022 | Kathy Baig              |
| 1956      | Roy, Léo              | 1980-1982 | Delisle, Pierre        | 2022-     | Sophie Larivière-Mantha |
| 1957      | Peachey, Cyril Arthur | 1982-1983 | Boisvert, Jean         |           |                         |
| 1958      | Piette, Guillaume     | 1983-1984 | Bournival, Pierre L.   |           |                         |

## Mission
L’Ordre des ingénieurs du Québec a comme mission d'encadrer la pratique de l’ingénieur et soutenir le développement de la profession afin d’assurer la protection du public.
Pour y parvenir, l’Ordre :
- contrôle l’accès à l’exercice de la profession, c’est-à-dire qu’il impose des conditions précises à remplir pour devenir ingénieur et le demeurer. Tout ingénieur qui veut pratiquer au Québec doit être membre de l’Ordre (à l’exception des ingénieurs forestiers, qui ont leur ordre distinct)[5] ;
- surveille la pratique de ses membres et leur comportement professionnel ;
- veille à ce que seuls les membres effectuent les actes propres aux ingénieurs ;

Au quotidien, l’Ordre s’occupe notamment de l’admission, du soutien des nouveaux membres, de la surveillance et de l’amélioration de l’exercice ainsi que de l’encadrement disciplinaire . 
Il déploie aussi des efforts particuliers dans la prévention, la valorisation de la profession, l’amélioration et le maintien des compétences. Il veille en outre au respect des obligations liées à l’éthique et à la déontologie de la pratique professionnelle. 

## Valeurs
L’Ordre des ingénieurs du Québec agit et intervient en fonction des cinq valeurs qu’il privilégie, soit l’intégrité, le respect, la rigueur, la responsabilité et l'excellence.

## Vision
L’Ordre est la référence en matière de protection du public et valorise la contribution essentielle que l’ingénieur apporte à la société. L’Ordre :
- priorise la prévention et soutient l’ingénieur dans sa pratique ;
- exerce un leadership d’influence auprès des parties prenantes et de la société ;
- fait rayonner l’expertise et le savoir-faire des ingénieurs ;
- se démarque en étant une organisation proactive, accessible et inspirante[6].

## Conseil d'administration 2020-2021[7]
L’Ordre est administré par son Conseil d’administration, lequel est formé habituellement d’un président, lequel est ingénieur, de 11 administrateurs élus par les membres et de 4 administrateurs nommés par l’Office des professions. Entre autres, le Conseil d’administration s’assure que l’Ordre remplisse ses devoirs en matière de protection du public, fournit les orientations stratégiques et en assure le suivi, en plus d’adopter le budget de l’Ordre. L'Ordre des ingénieurs du Québec n'a plus de comité exécutif depuis juin 2018.

## Planification stratégique 2020-2025[10]
La planification stratégique établit le cap vers lequel l’Ordre entend diriger ses efforts au cours des prochaines années. Le Plan ING 20-25, est la feuille de route qui guidera les actions de l’Ordre des ingénieurs du Québec jusqu’en 2025 sur trois orientations: la protection du public, le positionnement et l'organisation agile.
Cette section est promotionnelle ou publicitaire (juin 2021). Considérez son contenu avec précaution et/ou discutez-en.

### Protection du public[11]
S’assurer que les ingénieurs répondent aux plus hauts standards de compétence en misant sur la prévention et l’accompagnement en:
- réalisant une majorité d’inspections professionnelles dans les domaines jugés à risque
- renforçant les communications et les processus avec les étudiants, les PFÉ et les CPI
- intensifiant la surveillance de la pratique illégale, tant par le nombre d’activités que par la portée des interventions sur le territoire québécois
- adaptant notre offre de formation en fonction de l’évolution des besoins • implantant un pôle de prévention et de relations avec les employeurs

### Positionnement[11]
Être un ordre professionnel et une profession qui inspirent en:
- exerçant un leadership d’influence sur la place publique relativement à la protection du public et à la pratique professionnelle
- valorisant et en faisant la promotion des ingénieurs et de la profession, notamment auprès de la relève et des femmes dans le cadre de l’initiative « 30 en 30 »
- portant une voix forte et crédible en matière de développement durable
- mettant à profit un solide réseau de parties prenantes

### Organisation Agile[11]
Offrir aux membres de la profession une expérience client adaptée et conviviale afin de les soutenir efficacement dans leur pratique en :
- misant sur une équipe d’employés pleinement mobilisée
- mettant à profit la contribution exceptionnelle des bénévoles des comités régionaux
- implantant des outils technologiques performants et évolutifs pour un parcours membre convivial

## Réglementation
Dans leurs activités professionnelles, les ingénieurs québécois sont encadrés par :
- Le Code des professions.
- La Loi sur les ingénieurs.
- Le Code de déontologie des ingénieurs et plusieurs autres règlements.
- La Charte de la langue française.

## Membres
En 2023, l'Ordre compte environ 65 000 membres.

## Publications

### Plan
Plan  est la revue de l'Ordre des ingénieurs du Québec. La revue est publiée six fois par année.
Fondée en 1963, Plan est le seul magazine portant sur le monde du génie à rejoindre l'ensemble des quelque 62 000 ingénieurs québécois. La revue Plan informe sur les enjeux liés à la profession et sur les phénomènes ou changements sociaux, économiques, technologiques, environnementaux ou réglementaires qui peuvent influer sur la profession.

### Bulletin plus
Le Bulletin plus est le bulletin électronique destiné aux membres de l'Ordre des ingénieurs du Québec. Le bulletin est publié toutes les deux semaines depuis le 10 septembre 2013. Auparavant, le bulletin était publié mensuellement. Il a été créé en décembre 2004.